# Óli Johannesen
Óli Johannesen (ur. 6 maja 1972 w Tvøroyri na wyspie Suðuroy) – piłkarz pochodzący z Wysp Owczych, grający na pozycji obrońcy.

## Kariera klubowa
- do 1996  TB Tvøroyri
- 1997  B36 Tórshavn
- 1998–1999  TB Tvøroyri
- 2000–2001  Aarhus GF
- 2001–2004  Hvidovre IF
- od 2004  TB Tvøroyri

Johannesen pochodzi z wyspy Suðuroy, wysuniętej najbardziej na południe z całego archipelagu Wysp Owczych. Piłkarską karierę Óli zaczynał klubie TB Tvøroyri, w którym zadebiutował w lidze w wieku 19 lat. Przez lata był czołowym obrońcą w swojej drużynie, jednak nie należała ona do potentatów ligi i rok po roku broniła się przed spadkiem, przeważnie zajmując miejsca w środku tabeli. Pierwszy okres kariery w TB Johannesen zakończyłw 1996 roku, gdy drużyna ta zajęła ostatnie miejsce w lidze i spadła do 1. deild (2. liga). Skorzystał wówczas z oferty mającego ambicje mistrzowskie B36 Tórshavn i na rok 1997 przeniósł się do stolicy Wysp Owczych. Drużyna ta po 35 latach przerwy ponownie wywalczyła tytuł mistrza Wysp Owczych. Jednak przygoda z mistrzowskim zespołem nie trwała zbyt długo i w 1998 roku Óli powrócił do swojego pierwotnego klubu TB, które powróciło do ekstraklasy. Jednak kolejny sezon tego klubu był nieudany i po roku ponownie został zdegradowany o klasę niżej. Johannesen uznawany już wtedy za symbol TB postanowił pozostać i pograć w 1. deild. Nie pomógł jednak w awansie do ekstraklasy, a zimą 1999 wyjechał do Danii i podpisał kontrakt z Aarhus GF. Nie udało mu się wywalczyć miejsca w podstawowym składzie i przez 2 sezony zagrał tylko w 16 pierwszoligowych meczach. Następne lata to 2,5-letni okres gry w drugoligowym klubie Hvidovre IF z Kopenhagi. Był tam podstawowym obrońcą ale nie osiągnął z tym klubem znaczących sukcesów, jak choćby awans do 1. ligi. W 2004 roku powrócił do zespołu TB, z którym awansował do ekstraklasy. Jednak w 2005 roku przeżył swoją trzecią degradację o klasę niżej w swojej karierze i rok 2006 zakończył grą na zapleczu wyspiarskiej ekstraklasy.

## Kariera reprezentacyjna
W reprezentacji Wysp Owczych Óli Johannesen zadebiutował 5 sierpnia 1992 roku w zremisowanym 1:1 meczu z reprezentacją Izraela. Od tego czasu jest podstawowym obrońcą reprezentacji i symbolem kadry. Od kilku lat śrubuje rekord występów w reprezentacji, a mecz rozegrany 2 września 2006, przegrany 0:6 meczu z reprezentacją Szkocji był jego 79. w kadrze. Swoją pierwszą i jak dotąd jedyną bramkę dla Wyspiarzy zdobył 24 lutego 1996 roku w zremisowanym 2:2 meczu z Estonią w swoim występie w kadrze numer 19. W sumie w reprezentacji rozegrał 83 mecze. W 2007 r. zakończył karierę reprezentacyjną.